# Karolina Karasiewicz
Karolina Karasiewicz (* 23. Juli 1992 in Łódź) ist eine polnische Radrennfahrerin, die Rennen auf der Straße und auf der Bahn bestreitet.

## Sportliche Laufbahn
Karolina Karasiewicz stammt aus einer Radsportfamilie. Im Alter von sechs Jahren begann sie mit dem Radsport und wurde von ihrem Vater trainiert, später startete sie für den Verein Społem Łódź und anschließend für das Team Alks Stal Ocetix Iglotex Grudziądz. Radrennen machen ihr Freude, da es nicht nur um die „Kraft in den Beinen“ gehe, sondern auch der Verstand zähle. Heute (Stand 2019) startet sie für das TKK Pacific Nestle Fitness Cycling Team.
2010 wurde Karasiewicz polnische Junioren-Meisterin im Einzelzeitfahren auf der Straße; im selben Jahr errang sie bei den Bahneuropameisterschaften der Junioren jeweils Bronze in Einerverfolgung und Punktefahren. 2015 wurde sie nationale Meisterin im Punktefahren der Elite.
2017 errang Karolina Karasiewicz den Titel der polnischen Straßenmeisterin. 2019 hatte sie auf der Bahn zwei große Erfolge: Zunächst belegte sie mit Katarzyna Pawłowska, Justyna Kaczkowska und Nikol Płosaj bei den Europaspielen Platz drei in der Mannschaftsverfolgung. Beim zweiten Lauf des Bahn-Weltcups in Glasgow gewann sie den Wettbewerb im Scratch, 2020 errang sie bei den Bahneuropameisterschaften die Bronzemedaille im Punktefahren. 2021 wurde sie erneut nationale Straßenmeisterin sowie mit Karolina Kumiega im Zweier-Mannschaftsfahren auf der Bahn.

## Diverses
Neben ihrer Radsportlaufbahn studiert Karolina Karasiewicz an der Universität Łódź Rehabilitationspädagogik. 2019 erhielt sie ein Sportstipendium der Stadt Toruń.

## Erfolge

### Bahn
2010
- Junioren-Europameisterschaft – Einerverfolgung, Punktefahren

2015
- Polnische Meisterin – Punktefahren

2019
- Europaspiele – Mannschaftsverfolgung (mit Katarzyna Pawłowska, Justyna Kaczkowska und Nikol Płosaj)
- Weltcup in Glasgow – Scratch

2020
- Europameisterschaft – Punktefahren

2021
- Polnische Meisterin – Zweier-Mannschaftsfahren (mit Karolina Kumiega)

### Straße
2010
- Polnische Junioren-Meisterin – Einzelzeitfahren

2017
- Polnische Meisterin – Straßenrennen

2021
- Polnische Meisterin – Einzelzeitfahren und Straßenrennen